# Abdullah Ercan
Abdullah Ercan, född 8 december 1971 i Istanbul, är en turkisk fotbollstränare och före detta spelare. Han är var mellan 2015 och 2018 assisterande tränare för Turkiets landslag.
Under sin aktiva karriär spelade Ercan främst för Trabzonspor och senare även för Fenerbahçe där han vann Süper Lig 2001. För Turkiets landslag gjorde han 71 landskamper och var bland annat med när landet vann VM-brons 2002.

## Meriter
Trabzonspor
- Turkiska Cupen: 1992, 1995
- Turkiska Supercupen: 1995

Fenerbahçe
- Süper Lig: 2001

Turkiet
- VM-brons: 2002